# Лиха біда початок
«Лиха біда початок» (рос. «Лиха беда начало») — радянський художній фільм режисера Володимира Лаптєва, знятий Свердловській кіностудії у 1985 році.

## Сюжет
Вчорашні школярки, що прийшли на роботу в Будинок взуття не розуміють, чому така погана якість взуття, яку постачає місцева взуттєва фабрика, чому такий поганий асортимент. Між керівництвом Будинку взуття та молодими робітницями спалахує конфлікт.

## У ролях
- Марина Федіна —  Тамара Березина
- Олена Антоненко — Альбіна
- Михайло Зімін — Горбонос
- Валентин Смирнитський —  директор Будинку взуття Павло Федорович
- Олександр Домогаров —  Антон, журналіст закоханий в Тамару
- Валентина Тализіна — Надія Іванівна
- Олександр Дем'яненко —  секретар міськкому КПРС Семенов
- Олександр Новиков — Скворцов
- Володимир Зайцев —  директор взуттєвої фабрики
- Марія Виноградова — матір Тамари
- Анатолій Низовцев — експедитор
- Андрій Калашников — шофер вантажівки
- Олег Гущин — секретар цехкома ВЛКСМ
- Юрій Алексєєв —  Віктор Леонідович Гуляєв, передовик взуттєвої фабрики
- Сергій Бистрицький —  Костя

## Знімальна група
- Автор сценарію:  Ярослав Філіппов
- Режисер:  Володимир Лаптєв
- Оператор:  Анатолій Лєсніков
- Композитор: Едуард Богушевський
- Художник: Анатолій Пічугін